# Mat '36

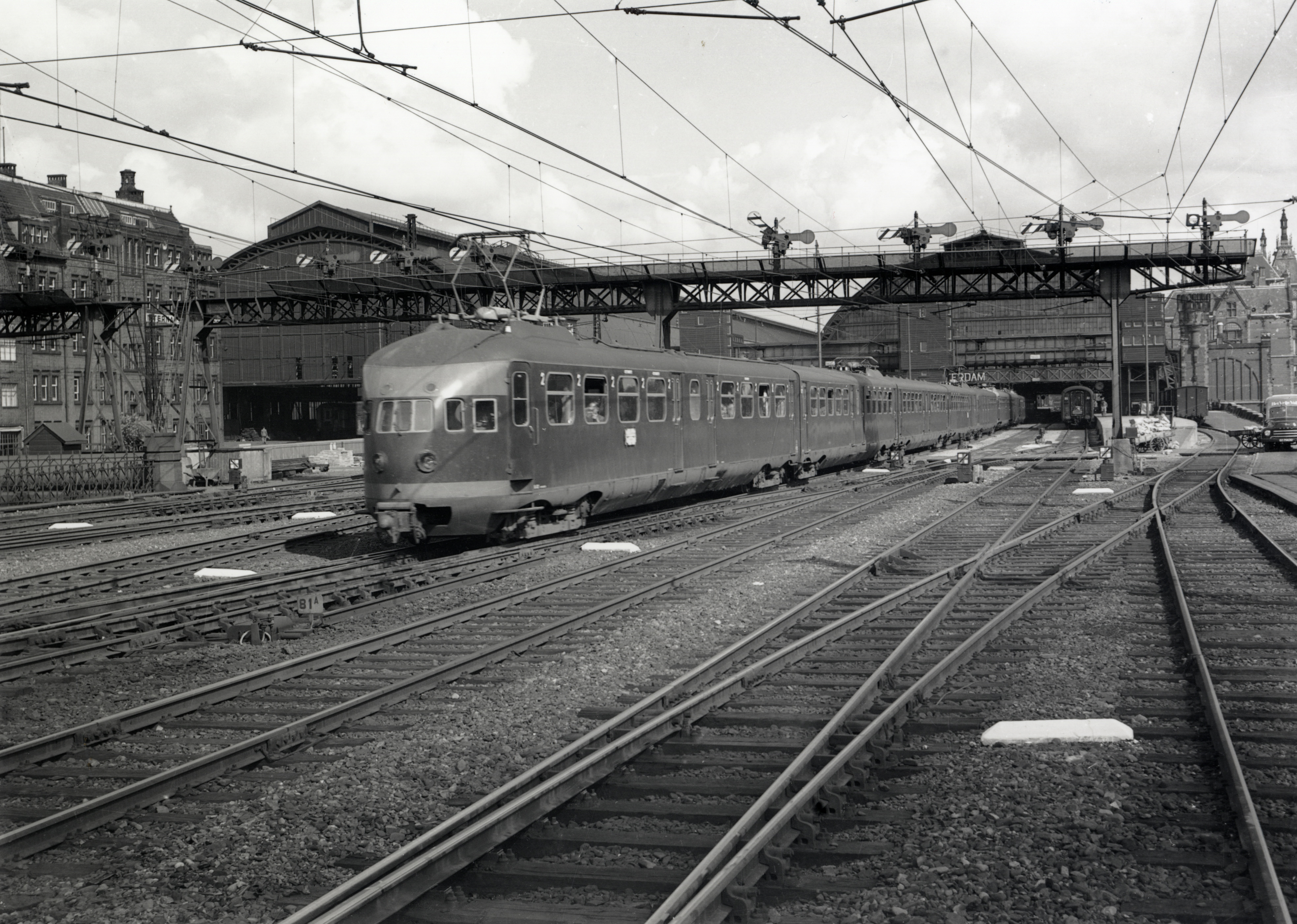
Trein bestaande uit elektrische treinstellen Mat '36 van de N.S. bij station Amsterdam C.S; 10 juli 1953

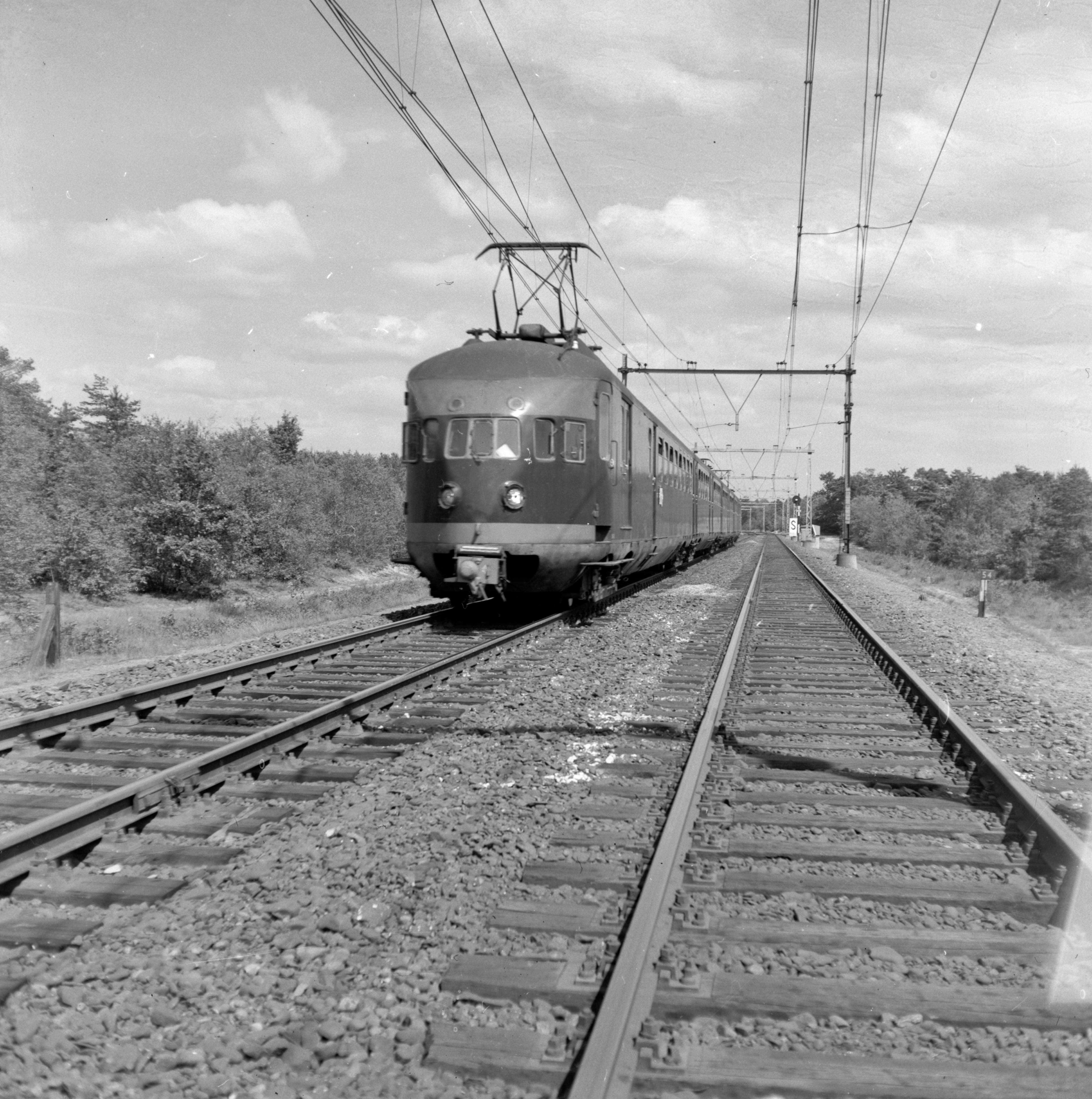
Treinstel Mat '36 ter hoogte van Hulshorst; 12 juni 1959

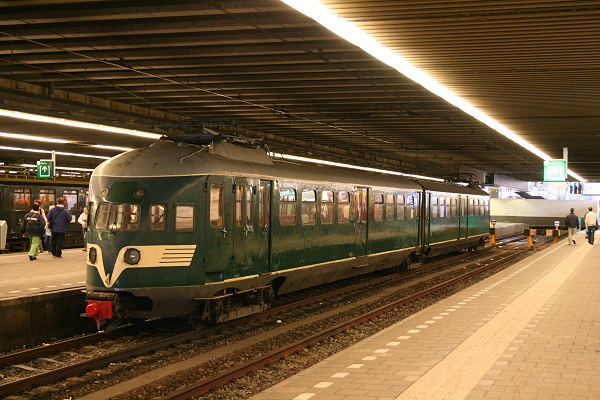
Treinstel Mat '36 252 in Station Den Haag Centraal; 25 mei 2006 (foto: STIBANS)

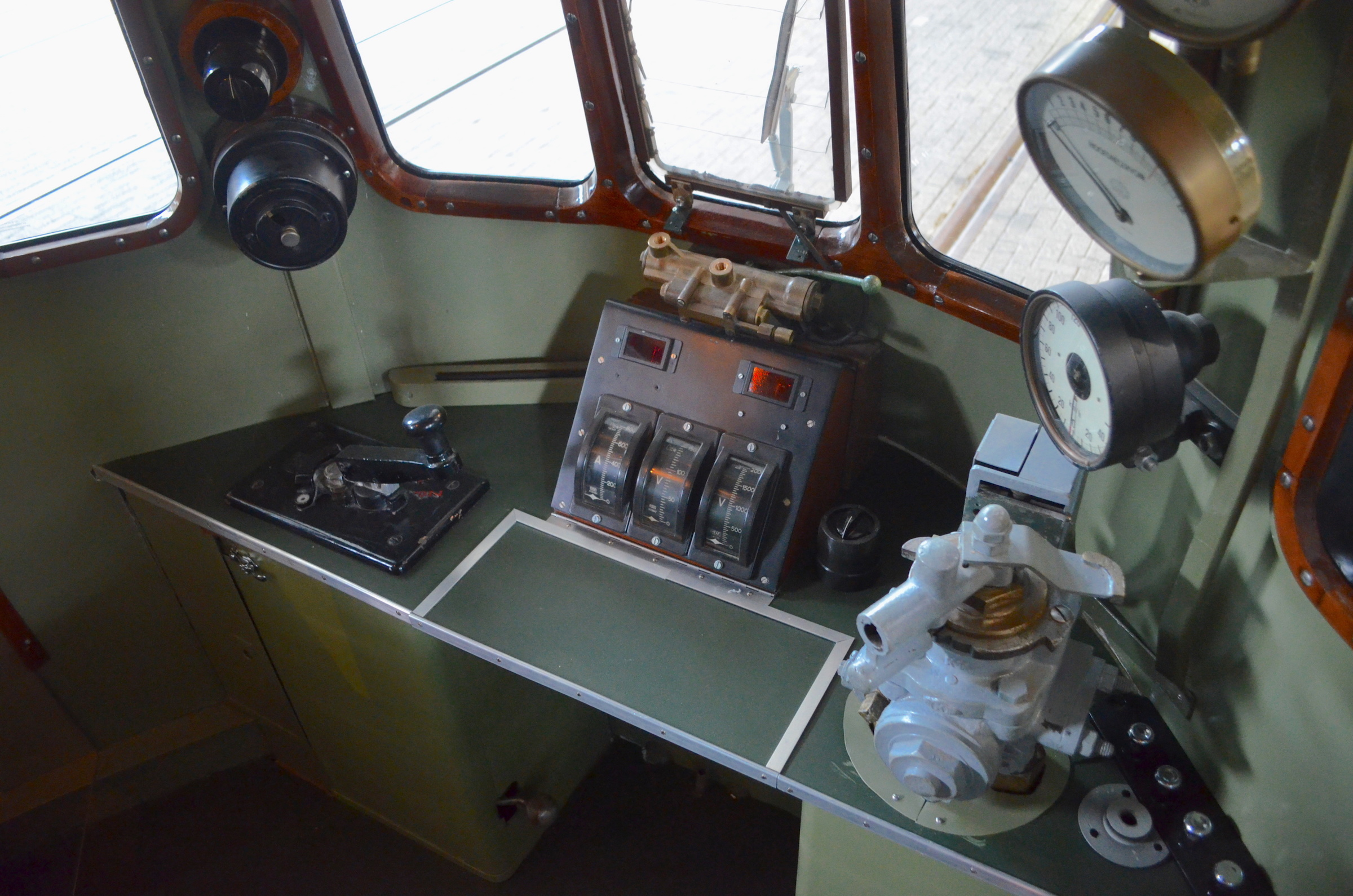
Treinstel NS 252 - interieur van cabine

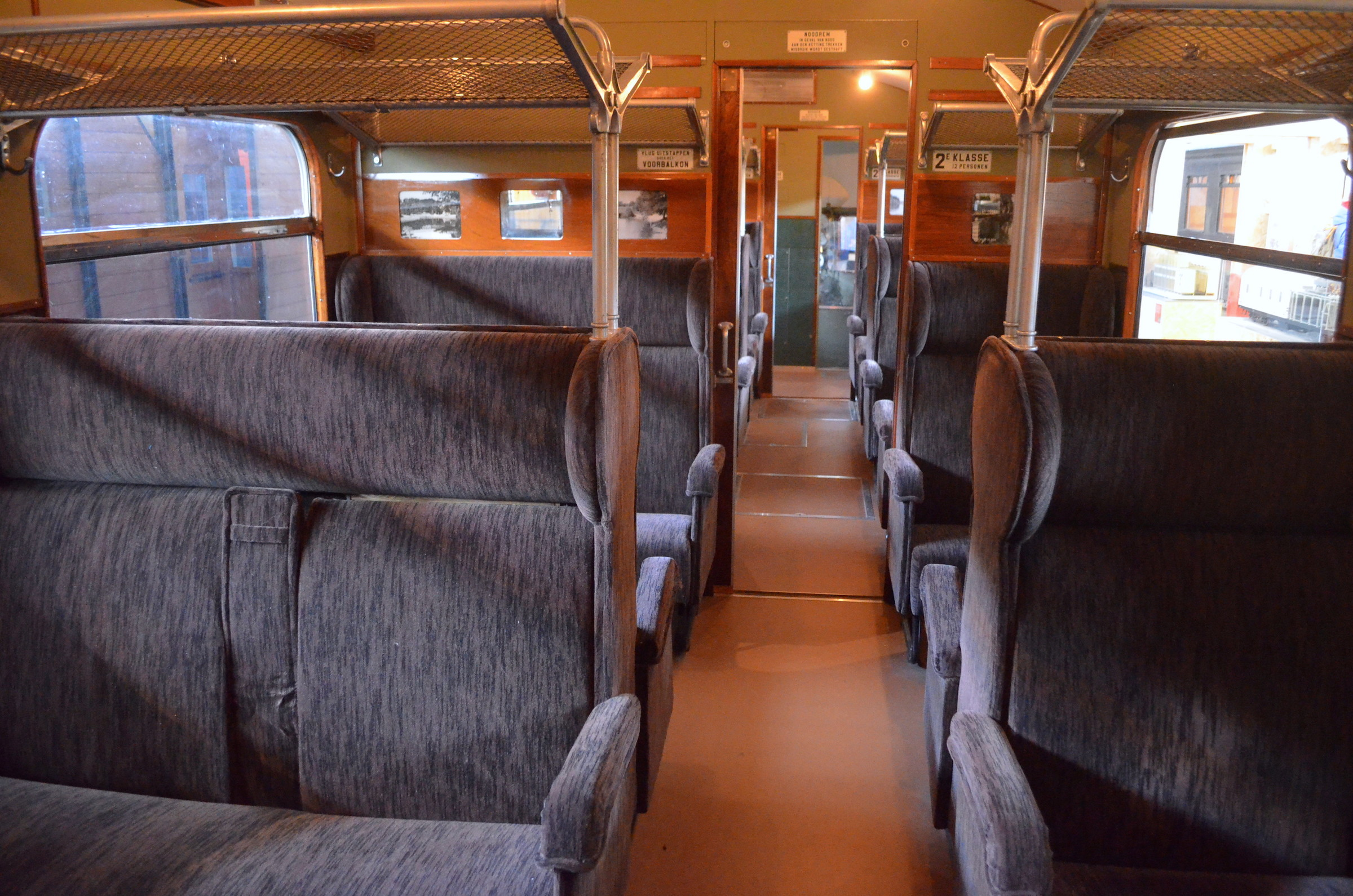
Treinstel NS 252 - interieur tweede klasse

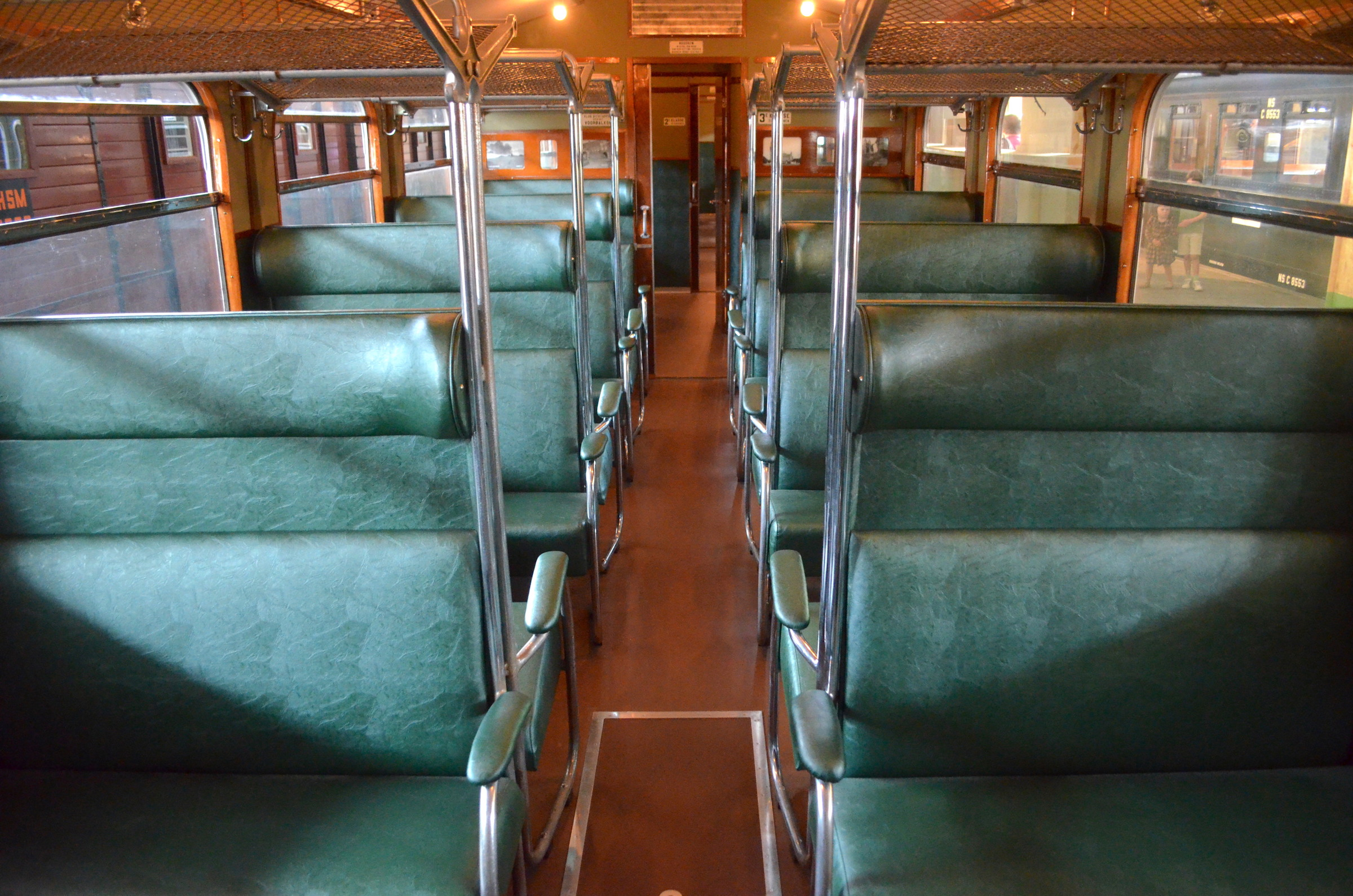
Treinstel NS 252 - interieur derde klasse

Mat '36 (voluit: Materieel '36), is de naam van elektrisch stroomlijnmaterieel voor personenvervoer, zoals door de Nederlandse Spoorwegen aangeschaft van 1936 tot 1942.
De naam is, zoals bij een aantal andere series, afgeleid van het jaar waarin het materieel ontworpen en besteld werd. De vorm was gebaseerd op die van de dieselelektrische treinstellen van het type Mat '34, ook wel bekend als Diesel-drie. In totaal zijn 90 van deze treinstellen gebouwd en geleverd.
Het elektrische stroomlijnmaterieel bestond uit een voorserie Mat '35 van acht tweerijtuigstellen voor de lijn Rotterdam - Hoek van Holland (in dienst eind 1935) en een aantal vervolgseries.
De serie Mat '36 bestond uit 53 tweerijtuigstellen (211-263) en 37 drierijtuigstellen (601-637). De van oorsprong tweedelige stellen hadden Jacobsdraaistellen (waarbij twee rijtuigbakken op een gemeenschappelijk draaistel rusten). De van oorsprong driedelige stellen hadden een klassieke oplegging, waarbij elke rijtuigbak op twee aparte draaistellen rustte. Door de elektrische en pneumatische verbindingen in de Scharfenbergkoppelingen konden de stellen in treinschakeling rijden met de treinstellen Mat '35, Mat '40, Mat '46 en Mat '54.
Een deel van de treinstellen (29 tweerijtuigstellen en alle drierijtuigstellen) is vanaf 1942 verlengd door toevoeging van een extra middenbak, hierbij werden de tweerijtuigstellen verlengd tot drierijtuigstellen en de oorspronkelijke drierijtuigstellen verlengd tot vierrijtuigstellen. Het tot drierijtuigstellen verlengde materieel werd vernummerd in de serie 401-429. Het tot vierrijtuigstellen verlengde materieel en de resterende tweerijtuigstellen behielden de oude nummers.
In de Tweede Wereldoorlog ging een deel van het materieel door oorlogshandelingen verloren en een aantal treinstellen werd afgevoerd in oostelijke richting. Een deel hiervan kwam na de oorlog niet meer in dienst. Van de oorspronkelijk 90 treinstellen kwamen er na de oorlog 61 weer in dienst. Het overige materieel werd na de oorlog hernummerd om weer aaneengesloten reeksen te krijgen, waarbij de treinstellen met de hogere nummers werden vernummerd om de nummers van de verloren gegane treinstellen op te vullen. Na 1950 werden nog eens 13 tweerijtuigstellen door toevoeging van een extra middenbak verlengd tot drierijtuigstellen en vernummerd in de serie 441-453. Een verschil met de serie 401-419 was dat de middenbak van de serie 401-419 was voorzien van een bagageruimte en de middenbak van de serie 441-453 niet.
Mat '36 stond model voor het naoorlogse Mat '46, dit omdat na de Tweede Wereldoorlog snel behoefte was aan nieuw materieel.
Mat '36 deed met name dienst in het westen en het midden van het land. Vanaf het midden van de jaren 60 werd de serie afgevoerd en vervangen door Mat '64. Ter voorkoming van nummerdoublures van dit nieuwe materieel, dat de nummers 401-438 kreeg, werden de vier nog resterende treinstellen Mat '36 uit de serie 401-419 vernummerd in 437-440.

## Inzet
De treinstellen werden na aflevering in 1937 en 1938 vooral ingezet in de elektrisch berijdbare langeafstandsverbindingen op het zogenaamde Middennet. Dit net bestond uit de lijnen vanuit Utrecht naar het Amsterdamse Weesperpoortstation, het station Den Haag Staatsspoor en station Rotterdam Maas enerzijds en Eindhoven en Arnhem (vanaf april 1940 ook Nijmegen) anderzijds. De spoorlijnen naar deze steden waren vanaf 1937/1938 elektrisch berijdbaar. De treinstellen kwamen tevens op de Hofpleinlijn te rijden.
Na de Tweede Wereldoorlog werden de eerste bruikbare treinstellen opnieuw ingezet op de Hofpleinlijn. Kort na de oorlog kwam ook de elektrificatie van de spoorlijnen naar en in Zuid-Limburg en de lijn Amsterdam – Amersfoort gereed en kwam het materieel '36 ook op deze lijnen te rijden. Later gingen de treinstellen ook op de Oude Lijn en de Hoekse Lijn rijden. Toen de herstelwerkzaamheden aan het Middennet gereed waren, werden de treinstellen ook hier weer ingezet. Later volgden ook de lijnen van Utrecht naar Hilversum, Baarn en Amersfoort. Eind jaren 50 verschoof het materieel '36 meer naar de Noord-Hollandse lijnen. De stellen werden echter ook (als versterking) op andere elektrisch berijdbare lijnen ingezet. In 1970 werden de laatste treinstellen afgevoerd. De laatste stellen reden voornamelijk tussen Utrecht en Baarn.

## Museumtreinstel 252
Dankzij de inspanningen van de STIBANS bleef één treinstel bewaard. Van deze serie is het drierijtuigstel 440 (voorheen stel 418), na buitendienststelling in 1970 ingekort tot het oorspronkelijke tweerijtuigstel en vernummerd tot 252, bewaard gebleven. Het treinstel was niet rijklaar, de STIBANS is begonnen dit treinstel te restaureren en om het weer in rijklare staat te brengen. Op 12 april 2008 werd het treinstel overgebracht naar de werkplaats van Delitzsch (nabij Leipzig) in Duitsland, waar het een revisie aan het casco en draaistellen heeft ondergaan.
In 2009 werd het treinstel in eigendom overgedragen aan het Spoorwegmuseum. Eind 2010 werd bekendgemaakt dat de werkplaats in Delitzsch zich vanwege een reorganisatie niet meer bezig zou houden met museummaterieel. De 252 is begin februari 2011 met een hersteld exterieur weer naar Nederland teruggekeerd. Uitwendig verkeerde het nu weer in de toestand van aflevering in 1938: donkergroen met rode biezen en aluminiumkleurig dak en schortplaten. Het vervolg van de restauratie, met name het inbouwen van het interieur en technische installaties, werd door het Spoorwegmuseum in Utrecht uitgevoerd. In 2012 heeft de 252 enkele maanden in de grote hal van het museum gestaan, waar het publiek getuige kon zijn van de vorderingen van het herstel.
Omdat de ruimte voor andere activiteiten nodig was, is het treinstel naar Blerick overgebracht, waar de restauratiewerkzaamheden werden voortgezet. In mei 2023 was de restauratie (vrijwel) voltooid, en werd het treinstel naar het Spoorwegmuseum overgebracht om daar tentoongesteld te worden als pronkstuk van de tentoonstelling Onder hoogspanning. Na deze tentoonstelling worden de restauratiewerkzaamheden voortgezet om uiteindelijk een rijvaardig museumtreinstel te verkrijgen.

## Treinstel 252 in restauratie

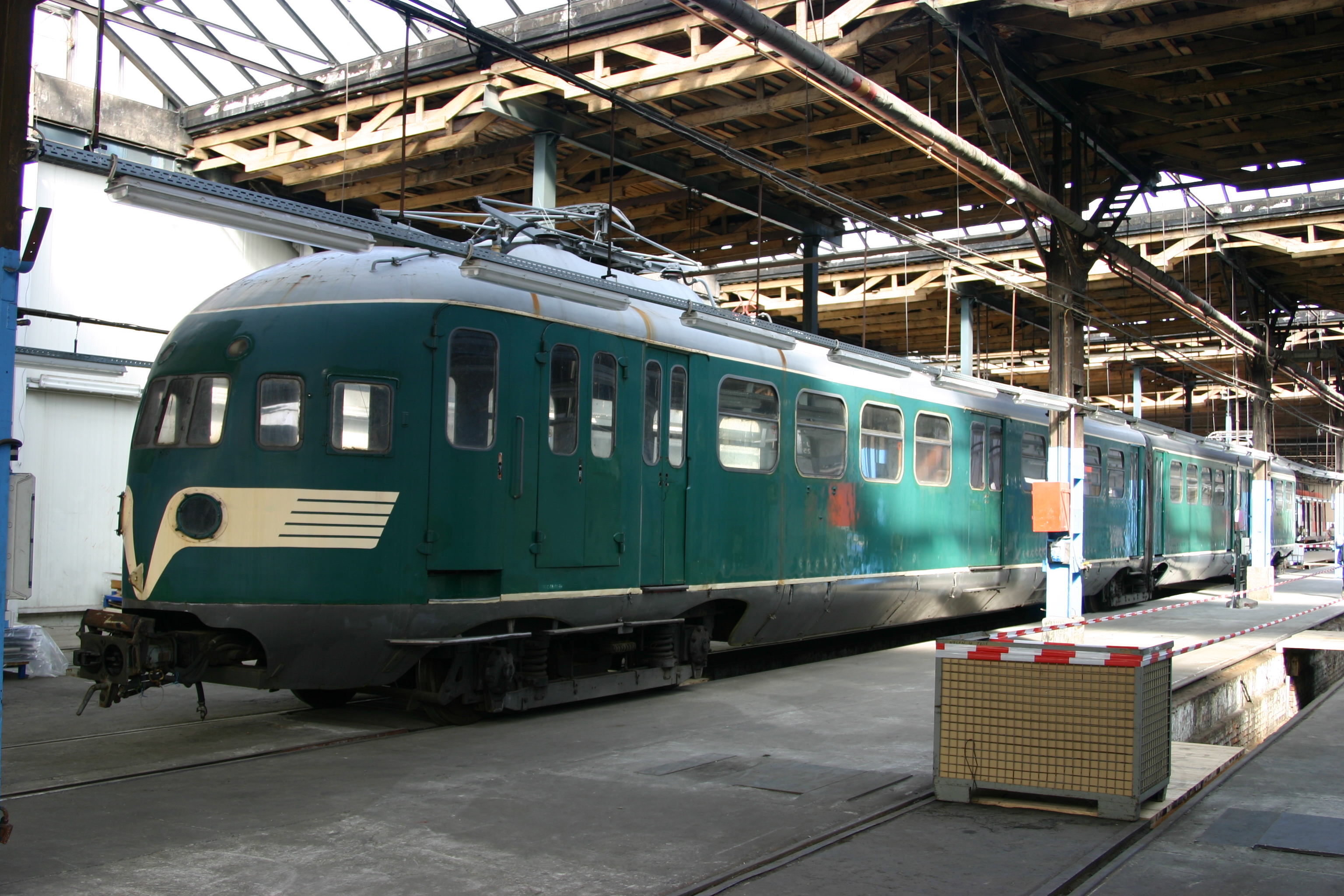
Treinstel 252 in Delitzsch (Duitsland); 30 augustus 2008
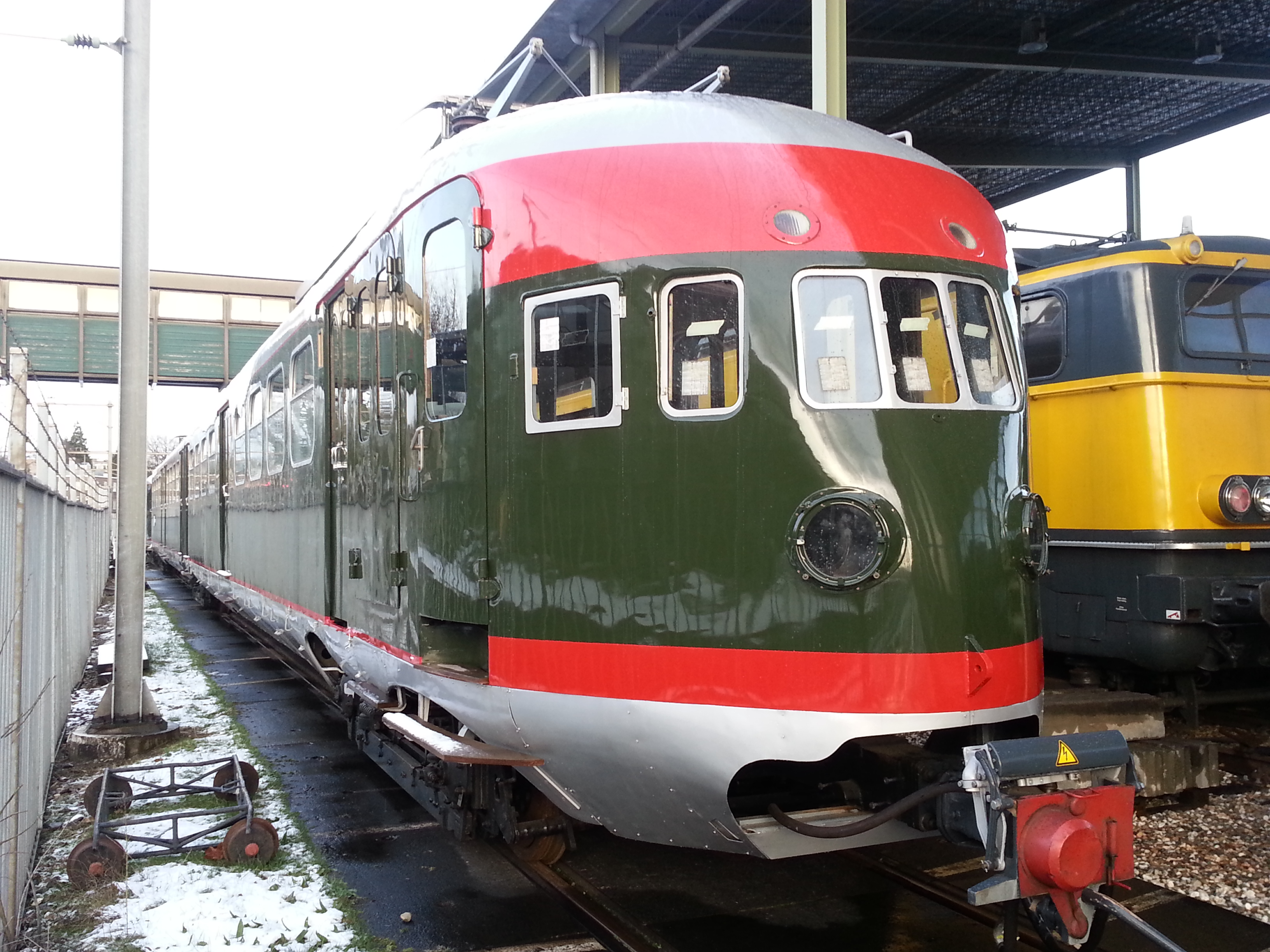
Treinstel 252 van het Spoorwegmuseum in Utrecht na de renovatie in Duitsland; 6 december 2012
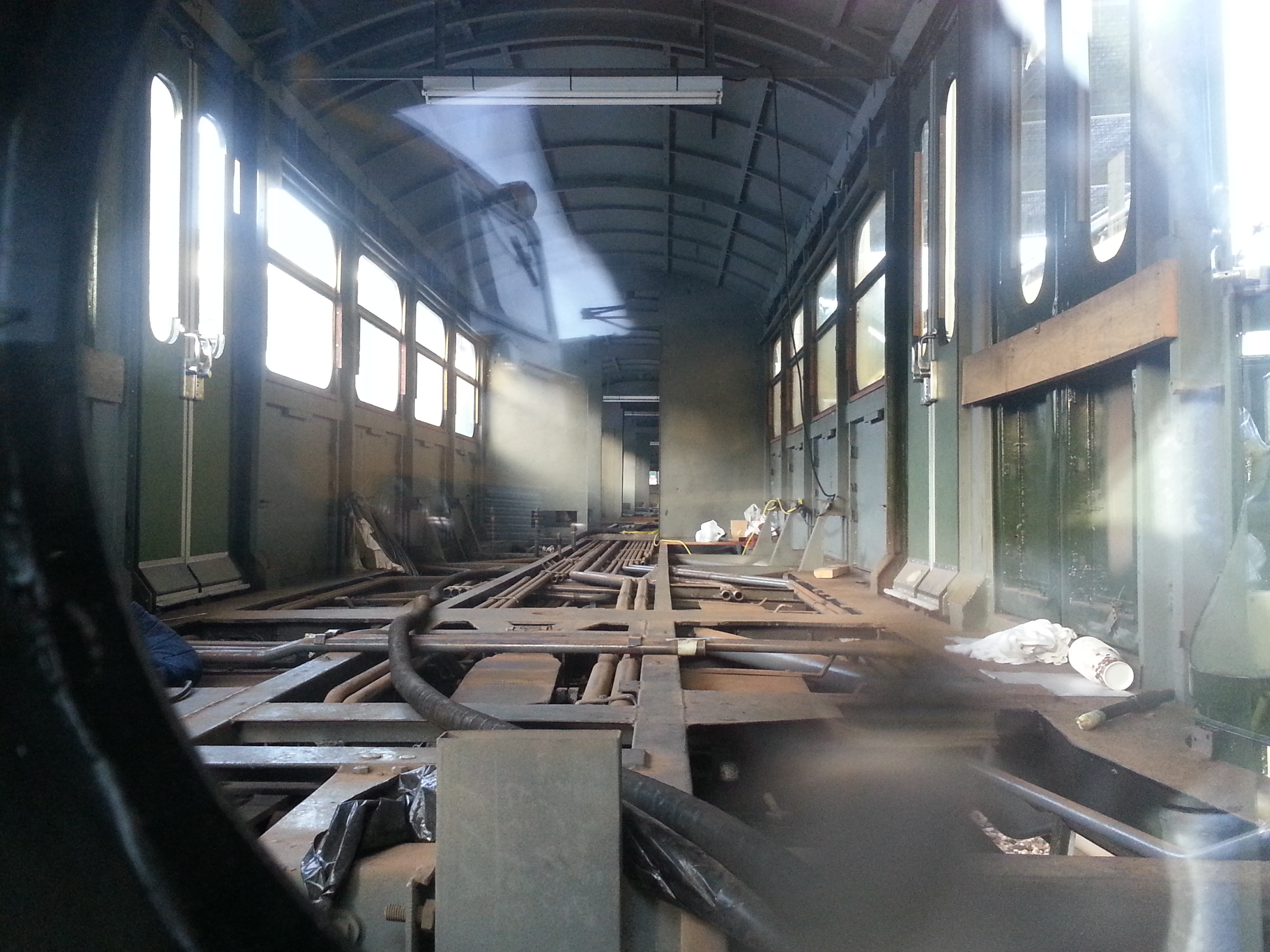
Het nog kale interieur van treinstel 252; december 2012
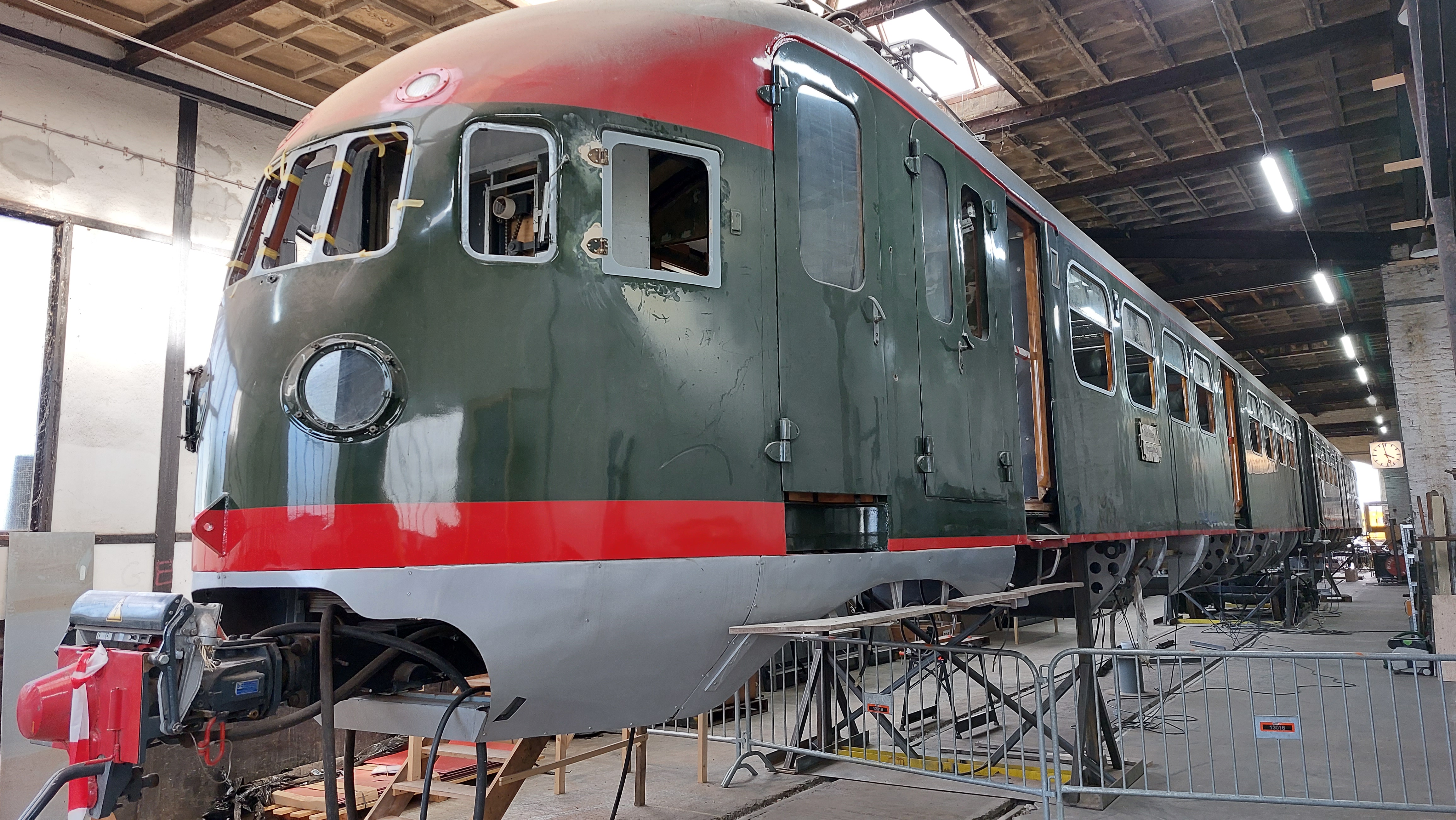
Treinstel 252 wordt gerestaureerd in Blerick; 1 oktober 2022.